# Mase
Мэйсон Даррел Бета (англ. Mason Durell Betha; род. 27 августа 1975, Джексонвилл, Флорида), наиболее известный под сценическим псевдонимом Mase (Ma$e) — американский рэпер, ставший известным в середине 90-х на лейбле Bad Boy Records.
После релиза совместного с Notorious B.I.G. и Puff Daddy сингла «Mo Money Mo Problems» Mase выпустил свой дебютный альбом Harlem World в 1997 году. В 1999 вышел второй, Double Up, в 2004 — третий, Welcome Back, и в 2015 готовится к выходу четвёртый альбом, Now We Even, в который уже вошли два трека: «Why Can't We» (feat. Her) и «Nothing» (feat. Eric Bellinger).

## Биография
Мэйсон Бета родился в Джэксонвилле (Флорида). Через пять лет его семья перебралась в Гарлем. В возрасте 13 лет уехал обратно во Флориду, но через два года вернулся в Нью-Йорк. В 1993 году выступал в рэп-группе Children of the Corn, в которую также входили будущие знаменитости Big L и Cam'ron. Во время посещения музыкального съезда в Атланте познакомился с рэпером и продюсером Шоном «Дидди» Коумзом, открывшим ему дорогу в большой рэп.

## Дискография

### Студийные альбомы
| Harlem World | - Релиз: 28 октября 1997 - Лейбл: Bad Boy Records - Формат: компакт-диск, LP, компакт-кассета, цифровая дистрибуция | 1        | 1        | —        | 1        | —        | —        | 59       | 20       | —        | 53       | - RIAA: 4× Platinum - MC: 3× Platinum |          |          |          |          |
| Double Up    | - Релиз: 15 июня 1999 - Лейбл: Bad Boy Records - Формат: компакт-диск, LP, компакт-кассета, цифровая дистрибуция    | 11       | 2        | 35       | 17       | —        | 43       | 82       | —        | —        | 47       | - RIAA: 2x Platinum                   |          |          |          |          |
| Welcome Back | - Релиз: 24 августа 2004 - Лейбл: Bad Boy Records - Формат: компакт-диск, LP, компакт-кассета, цифровая дистрибуция | 4        | 3        | 68       | 10       | 165      | 71       | —        | 29       | 65       | 68       | - RIAA: Gold                          |          |          |          |          |
| Now We Even  | - Релиз: 2015 - Лейбл: Rich Fish Records, Bad Boy Records - Формат: компакт-диск                                    | Не вышел | Не вышел | Не вышел | Не вышел | Не вышел | Не вышел | Не вышел | Не вышел | Не вышел | Не вышел | Не вышел                              | Не вышел | Не вышел | Не вышел | Не вышел |